# Scranton (Pennsylvania)
Scranton is een stad in het noordoosten van de Amerikaanse staat Pennsylvania. In 2010 telde het 76.089 inwoners, waarmee het Pennsylvania's zesde stad is. Het is de hoofdplaats van Lackawanna County en het centrum van een agglomeratie met een half miljoen inwoners.
Scranton is het geografisch en cultureel centrum van de Lackawannavallei, een relatief druk bevolkt gebied tussen de Pocono Mountains in het oosten en de Endless Mountains in het westen. De stad is groot geworden door de ijzer- en staalindustrie. Scranton is de grootste van verschillende voormalige antracietmijnbouwgemeenschappen. In 1880 werd er elektrisch licht geïntroduceerd in de fabrieken van Dickson Locomotive Works, wat de stad de bijnaam Electric City opleverde. Zes jaar later kreeg Scranton 's lands eerste succesvolle geëlektrificeerde tramlijn.
De Amerikaanse televisieserie The Office vindt plaats in een fictief bedrijf in Scranton.

## Bekende inwoners van Scranton

### Geboren
- Lewis Stillwell (1863-1941), elektrotechnicus en uitvinder
- Charles MacArthur (1895-1956), toneelschrijver en filmscenarist
- Wanda Hawley (1895-1963), actrice
- Patrick Aloysius O'Boyle (1896-1987), kardinaal
- Sonny Burke (1914-1980), bigbandleider, componist, arrangeur en producer
- Jane Jacobs (1916-2006), publiciste en stadsactiviste
- Lizabeth Scott (1922-2015), actrice
- Bud Beynon (1923-2011), militair
- Charles David Keeling (1928-2005), scheikundige
- Frank Carlucci (1930-2018), politicus
- Timmy Mayer (1938-1964), Formule 1-coureur
- Joe Biden (1942), president en vicepresident van de Verenigde Staten, senator en advocaat
- Howard Gardner (1943), psycholoog
- Jack Hennigan (1943-2007), organist
- William Kotzwinkle (1943), schrijver en scenarist
- G.E. Smith (1952), gitarist en bandleider
- Mike Dunleavy (1961), gouverneur van Alaska
- Melanie Smith (1962), actrice
- Paul Richards (1964), astronaut
- Lauren Weisberger (1977), schrijfster
- Adam Rippon (1989), kunstschaatser

### Overleden
- Václav Nelhýbel (1996), Tsjechisch-Amerikaans componist, musicoloog en dirigent
- Don Budge (2000), tennisser
- Jason Miller (2001), acteur